# 容天佑
容天佑（英語：Alex Yung Tin Yau，1995年6月23日—）是香港無綫電視經理人合約藝員，2013年無綫電視藝員訓練班出身。

## 背景
容天佑在貴州出生，童年居於深圳，並在香港求學，從小習跆拳道（黑帶四段）及截拳道。他于2011年參加《功夫新星》在香港區做打仔，得到第三名，其後簽約TVB。2014年中六毕业後考入TVB第二十七期藝員訓練班并顺利畢業。
2015年，他在劇集《拆局專家》飾演錢嘉樂失散多年的儿子。2019年6月正式轉為無綫電視經理人合約藝員。同年，他在台慶劇《解決師》飾演高中生，與王浩信及唐詩詠有不少同場戲份。 2020年，他在劇集《迷網》飾演年輕編劇，演出受到觀眾注視及讚揚。2023年，他在劇集《法言人》飾演見習師爺「葉永東（Tony仔）」，演出再度受到注目。

## 演出作品

### 電視劇（無綫電視）
| 首播   | 劇名                | 角色                                                                              |
| 2012年 | 巴不得媽媽...       | 徒弟                                                                              |
| 2012年 | 雷霆掃毒            | 九紋龍手下（第24-30集）                                                           |
| 2013年 | 初五啟市錄          | 記者（第8集）                                                                     |
| 2013年 | 戀愛季節            | 工作人員                                                                          |
| 2013年 | 心路GPS             | 收數佬                                                                            |
| 2013年 | 仁心解碼II          | 便衣警員（第24集）                                                                |
| 2013年 | 神鎗狙擊            | 公子（第22集）                                                                    |
| 2013年 | On Call 36小時II    | 巴士乘客(第1集)                                                                   |
| 2014年 | 寒山潛龍            | 梁炳                                                                              |
| 2014年 | 忠奸人              | 鄺世豪（第28集）                                                                  |
| 2014年 | 我們的天空          | 外賣仔（第6集）                                                                   |
| 2014年 | 使徒行者            | 伍方之手下                                                                        |
| 2014年 | 飛虎II              | 刀手（第5集）                                                                     |
| 2014年 | 老表，你好hea！     | 演員                                                                              |
| 2015年 | 倩女喜相逢          | 迎家家丁                                                                          |
| 2015年 | 鬼同你OT            | Bubble哥手下（第12集）                                                            |
| 2015年 | 樓奴                | Richard（第1集）                                                                  |
| 2015年 | 拆局專家            | 洪朝陽（第18-20集）                                                               |
| 2015年 | 陪著你走            | Sing                                                                              |
| 2015年 | 收規華              | 客人                                                                              |
| 2015年 | 張保仔              | 紅旗幫海盜                                                                        |
| 2015年 | 東坡家事            | 元吉                                                                              |
| 2015年 | 實習天使            | 婦產科醫生                                                                        |
| 2016年 | 愛情食物鏈          | 芽菜仔                                                                            |
| 2016年 | 鐵馬戰車            | 古惑仔                                                                            |
| 2016年 | 公公出宮            | 尤條文                                                                            |
| 2016年 | 警犬巴打            | 歐陽健威                                                                          |
| 2016年 | 潮流教主            | Gina杂志助理编辑                                                                  |
| 2016年 | EU超時任務          | 酒客                                                                              |
| 2016年 | 殭                  | 徒弟                                                                              |
| 2016年 | 火線下的江湖大佬    | 伍爪金龙醒狮队队员                                                                |
| 2016年 | 愛·回家之八時入席   | 售貨員（第17集） 小偷（第74集） 蕭公子之助手（第155集） 賽車特技人（第174-175集） |
| 2016年 | 純熟意外            | 绑匪                                                                              |
| 2016年 | 一屋老友記          | 贤仔                                                                              |
| 2016年 | 超能老豆            | 公子（第2集）                                                                     |
| 2016年 | 城寨英雄            | 福壽金手下                                                                        |
| 2016年 | 巨輪II              | Jimmy【第6集】                                                                    |
| 2016年 | 為食神探            | 工作人员                                                                          |
| 2016年 | 律政強人            | 周俊明（第13集）                                                                  |
| 2016年 | 來自喵喵星的妳      | over哥手下（第5～8集）                                                            |
| 2016年 | 流氓皇帝            | 雞隊隊員 學生                                                                     |
| 2016年 | 巾幗梟雄之諜血長天  | 根                                                                                |
| 2017年 | 財神駕到            | 佐治                                                                              |
| 2017年 | 愛·回家之開心速遞   | 番                                                                                |
| 2017年 | 親親我好媽          | 连国佳朋友【第10、11集】                                                          |
| 2017年 | 迷                  | 豪                                                                                |
| 2017年 | 我瞞結婚了          | 金寶多金行職員                                                                    |
| 2017年 | 心理追凶Mind Hunter | 街舞者                                                                            |
| 2017年 | 使徒行者2           | 徐天堂之手下【第2、7集】                                                          |
| 2017年 | 老表，畢業喇！      | 關山渡                                                                            |
| 2017年 | 雜警奇兵            | 古惑仔                                                                            |
| 2017年 | 溏心風暴3           | Bob                                                                               |
| 2017年 | 性在有情            | CID                                                                               |
| 2018年 | 三個女人一個「因」  | 職員、歹徒                                                                        |
| 2018年 | 波士早晨            | 青年                                                                              |
| 2018年 | 翻生武林            | 村民                                                                              |
| 2018年 | 果欄中的江湖大嫂    | Roy（第6集）                                                                      |
| 2018年 | 棟仁的時光          | 蠟燭                                                                              |
| 2018年 | 特技人              | 松朋友【第14集】                                                                  |
| 2018年 | 大帥哥              | 銀                                                                                |
| 2019年 | 婚姻合伙人          | 金毛青年【第18～20集】                                                            |
| 2019年 | 白色強人            | 司徒杰                                                                            |
| 2019年 | 好日子              | 齊萬基（青年）                                                                    |
| 2019年 | 十二傳說            | 白健峰                                                                            |
| 2019年 | 街坊財爺            | 華手下                                                                            |
| 2019年 | 解決師              | 吳成澤（阿澤）                                                                    |
| 2020年 | 法證先鋒IV          | 郭輝煌（少年）                                                                    |
| 2020年 | 愛·回家之開心速遞   | 吳芬尼（Funny）                                                                   |
| 2020年 | 迷網                | 何世軒／身騎白馬                                                                  |
| 2020年 | 反黑路人甲          | 石耀權                                                                            |
| 2021年 | 逆天奇案            | 李少言（口水言）                                                                  |
| 2021年 | 一笑渡凡間          | 辛一火                                                                            |
| 2021年 | 我家無難事          | 朱銳（青年）                                                                      |
| 2021年 | 換命真相            | Aiden                                                                             |
| 2021年 | 十月初五的月光      | 萬世光（青年）                                                                    |
| 2022年 | 鐵拳英雄            | 小混混                                                                            |
| 2022年 | 雙生陌生人          | 勞學勤（Andy）                                                                    |
| 2022年 | 童時愛上你          | 連大偉                                                                            |
| 2022年 | 白色強人II          | 司徒（司徒）                                                                      |
| 2023年 | 隱形戰隊            | 朱浩                                                                              |
| 2023年 | 法言人              | 葉永東（Tony仔）                                                                  |
| 2023年 | 破毒強人            | 羅勇                                                                              |
| 2023年 | 新聞女王            | 黃子昌                                                                            |
| 2024年 | 逆天奇案2           | 李少言（口水言）                                                                  |
| 2024年 | 反黑英雄            | 雷勁風                                                                            |
| 2024年 | 廉政行動2024        | 阿南                                                                              |

### 主持節目（無綫電視）
- 2011年：功夫新星
- 2014年：安樂蝸（J2）
- 2015年：食平3D
- 2016年：Sunday好戲王

### MV
- 2010年：你好嗎 - 洪卓立

### 舞臺演出
- 2000-2006年：深圳安奈兒童裝模特兒表演隊（合約模特兒）（深圳市、東莞市、惠州市、廣州市等地方）
- 2003-2006年：深圳跆拳道正道館表演隊（深圳市、東莞市、惠州市、廣州市等地方）
- 2004年：香港動漫節演出及比賽（香港會議展覽中心）
- 2005年：多元智能教育發展演出（九龍會議展覽中心）
- 2005-2010年：校內參加舞臺演出
- 2012年：深圳衛視－年代秀
- 2013年：歌星鄭錦昌《輝煌歲月演唱會》表演嘉賓

### 綜藝節目
- 陽光藝體能2016（中國）（聯台播放）
- 都市閒情之安齡暑假冇時停（嘉賓）
- 金牛吉祥耀保良